# Малая Торженьга
Малая Торженьга — река в России, протекает в Вологодской области, в Тарногском районе. Устье реки находится в 6 км по правому берегу реки Торженьга. Длина реки составляет 13 км. Сливаясь с Большой Торженьгой образует в качестве правой составляющей реку Торженьгу.
Исток реки находится в Тарногском районе Вологодской области близ границы с Архангельской областью в 30 км к юго-западу от посёлка Лойга. Малая Торженьга течёт по ненаселённому лесному массиву на восток. Населённых пунктов на берегах нет, крупнейший приток — Арсуженкова (левый).

## Данные водного реестра
По данным государственного водного реестра России относится к Двинско-Печорскому бассейновому округу, водохозяйственный участок реки — Северная Двина от начала реки до впадения реки Вычегда, без рек Юг и Сухона (от истока до Кубенского гидроузла), речной подбассейн реки — Сухона. Речной бассейн реки — Северная Двина.
По данным геоинформационной системы водохозяйственного районирования территории РФ, подготовленной Федеральным агентством водных ресурсов:
- Код водного объекта в государственном водном реестре — 03020100312103000009081
- Код по гидрологической изученности (ГИ) — 103000908
- Код бассейна — 03.02.01.003
- Номер тома по ГИ — 03
- Выпуск по ГИ — 0